# Roman Osin
Roman Osin (* 1961 in Leipzig) ist ein preisgekrönter britischer Kameramann deutsch-nigerianischer Herkunft beim Film, der über 20 internationale Filmproduktionen in den 2000er und 2010er Jahren betreute, darunter Kinofilme wie Unter den Sternen, Stolz und Vorurteil, Um Klassen besser, The Autopsy of Jane Doe oder Scary Stories to Tell in the Dark.

## Leben und Karriere
Der 1961 in Leipzig geborene Roman Osin ist ein britischer Kameramann deutsch-nigerianischer Abstammung der von 1981 bis 1985 am London College of Printing studierte und dort einen Bachelor of Arts in Film und Fotografie erwarb. Von 1991 bis 1995 schloss sich ein weiteres Studium an der National Film and Television School in Beaconsfield (bei London) an. Seine Laufbahn begann Osin als Regisseur von Musikvideos und von drei Tanzfilmen im Auftrag der Arts Council, bevor er dann zu Beginn der 1990er Jahre als Kameramann für Kurz- und Dokumentarfilme arbeitete. 2001 betreute er schließlich mit dem dramatischen Abenteuerfilm The Warrior für Regisseur Asif Kapadia seine erste eigene Spielfilmproduktion, für den er eine Auszeichnung mit dem British Independent Film Award in der Kategorie Best Technical Achievement erhielt. Es folgten weitere Filme wie Unter den Sternen für Christos Georgiou, Große Mädchen weinen nicht für die deutsche Regisseurin Maria von Heland oder das oscarprämierte Filmdrama Stolz und Vorurteil für den britischen Regisseur Joe Wright. Für den befreundeten Regisseur Asif Kapadia lieferte er die Bilder zu dessen beiden Filmproduktionen The Return im Jahre 2006 und 2007 für Far North. Der Regisseur Zach Helm engagierte ihn im selben Jahr für seinen Mysteryfilm Mr. Magoriums Wunderladen mit Natalie Portman und Dustin Hoffman. In den 2010er Jahren fotografierte er Spielfilme wie das Gangsterdrama Gangs of Glasgow des schottischen Regisseurs Peter Mullan, das Filmdrama Um Klassen besser für den US-amerikanischen Regisseur und Drehbuchautor Daniel Barnz, The Games Maker für Juan Pablo Buscarini oder Im Labyrinth des Schweigens für den italienischen Regisseur Giulio Ricciarelli. Unter der Regie von Steve Barker entstand 2015 seine Arbeit zum Film The Rezort. 2016 lernte er den Norweger André Øvredal kennen, dessen Horrorfilm The Autopsy of Jane Doe er in Bildern umsetzte. Diese Zusammenarbeit führte zu weiteren gemeinsamen Arbeiten mit Øvredal 2019 an dessen Spielfilm Scary Stories to Tell in the Dark und 2020 an dessen Produktion zum Film Mortal – Mut ist unsterblich. 
Roman Osin ist Mitglied der British Society of Cinematographers.

## Filmografie (Auswahl)

### Filme
- 2001: The Warrior
- 2001: Unter den Sternen (Kato apo t' astra)
- 2002: Große Mädchen weinen nicht
- 2003: I Am David
- 2004: Mickybo & ich (Mickybo and Me)
- 2005: Stolz und Vorurteil (Pride & Prejudice)
- 2006: The Return
- 2007: Far North
- 2007: Mr. Magoriums Wunderladen (Mr. Magorium's Wonder Emporium)
- 2010: Gangs of Glasgow (Neds)
- 2012: Um Klassen besser (Won't Back Down)
- 2014: The Games Maker
- 2014: Im Labyrinth des Schweigens
- 2015: The Rezort
- 2016: The Autopsy of Jane Doe
- 2016: The Exception
- 2019: Scary Stories to Tell in the Dark
- 2020: Mortal – Mut ist unsterblich (Mortal)
- 2023: Die letzte Fahrt der Demeter (The Last Voyage of the Demeter)

### Fernsehen
- 2011: Die Sterntaler (Fernsehfilm)
- 2017: Eltern und andere Wahrheiten (Fernsehfilm)

### Kurz- und Dokumentarfilme
- 1992 Ta heria tis giagias (Kurzfilm)
- 1994: Luther and the Devil (Kurzfilm)
- 1995: No Turn Left Unstoned (Fernsehdokumentarfilm)
- 1995: The Budgie (Kurzfilm)
- 1996: Wild West (Kurzfilm)
- 1996: I vaftisi (Kurzfilm)
- 1999: Preserve (Fernsehkurzfilm)
- 2000: Tales from the Reading Room (Kurzdokumentarfilm)
- 2002: The Sheep Thief (Kurzfilm)
- 2008: Trancity (Kurzfilm)
- 2008: My World (Kurzfilm)
- 2013: Lizzie (Kurzfilm)
- 2013: Perfectly Fine (Kurzfilm)

## Auszeichnungen (Auswahl)
British Independent Film Award
- 2001: Ehrung mit dem British Independent Film Award in der Kategorie Best Technical Achievement für The Warrior